# Андре Фролов
Андре Фролов (ест. Andre Frolov, нар. 18 квітня 1988, Еммасте) — естонський футболіст, півзахисник клубу «Нимме Юнайтед» та національної збірної Естонії.

## Клубна кар'єра
У дорослому футболі дебютував 2004 року виступами за команду «Леллє», в якій того року взяв участь у 16 матчах третього дивізіону чемпіонату Естонії.
З 2005 року став гравцем «Флори». У перші роки не був основним гравцем, тому здавався в оренду до клубів «Тервіс», «Ворріор» та «Тулевик». З літа 2009 року став основним гравцем талліннського клубу і у 2010 і 2011 роках зі своєю командою завойовував чемпіонський титул. Пізніше у статусі віцекапітана у 2015 році завоював свій третій чемпіонський титул. Також по три рази виграв з командою Кубок і Суперкубок Естонії. Загалом провів за команду понад 200 матчів в усіх турнірах
У кінці 2016 року уклав контракт з клубом «Пайде», у складі якого провів наступні вісім років своєї кар'єри гравця. Більшість часу, проведеного у складі «Пайде», був основним гравцем команди і 2022 року виграв Кубок Естонії. У 2023 році Фролов був капітаном клубу, який вперше здобув перемогу в Суперкубку Естонії. 21 вересня 2024 року Фролов зіграв свій 518-й матч у Мейстрілізі під час гри проти «Курессааре» (4:3), і став гравцем з найбільшою кількістю матчів у вищому дивізіоні Естонії.
На початку 2025 року перейшов до складу клубу «Нимме Юнайтед». Станом на 19 травня 2025 року відіграв за талліннський клуб 11 матчів в національному чемпіонаті.

## Виступи за збірні
Виступав у складі юнацьких збірних Естонії до 17, 18 та 19 років, загалом на юнацькому рівні взяв участь у 10 іграх і забив 1 гол.
Протягом 2009—2012 років залучався до складу молодіжної збірної Естонії. На молодіжному рівні зіграв у 12 офіційних матчах. Згодом грав за олімпійську збірну до 23 років.
8 листопада 2012 року дебютував в офіційних матчах у складі національної збірної Естонії в товариській грі проти Омана (2:1), замінивши на 74-й хвилині Атса Пур'є і встиг взяти участь у комбінації, яка призвела до переможного голу. Після трирічної перерви Андре зіграв один матч у листопаді 2015 року і два — на початку 2016 року, у всіх із них виходив на заміни. У березні 2021 року після 5-річної перерви знову повернувся до збірної і зіграв свої два останні матчі за збірну.

## Досягнення
«Флора»
- Чемпіон Естонії: 2010, 2011, 2015
- Володар Кубка Естонії: 2010/11, 2012/13, 2015/16
- Володар Суперкубка Естонії: 2011, 2012, 2014

«Пайде»
- Володар Кубка Естонії: 2021/22
- Володар Суперкубка Естонії: 2023